# Затримання
Затримання — це захід забезпечення кримінального провадження, а також тимчасовий запобіжний захід, який обирається органом досудового слідства чи органом дізнання в разі нагальної потреби запобігти злочину чи припинити його і який полягає в тому, що особа, яка затримується, позбавляється волі на певний термін.

## Підстави затримання
Кримінальним процесуальним кодексом України визначається, що затримання може бути здійснене після винесення відповідної ухвали слідчого судді (суду), а у виняткових випадках, визначених статтями 207, 208 цього Кодексу — і без винесення такої ухвали.
Зокрема, будь-яка особа має право затримати іншу особу без ухвали слідчого судді (суду) у таких випадках:
- при вчиненні або замаху на вчинення кримінального правопорушення;
- безпосередньо після вчинення кримінального правопорушення чи під час безперервного переслідування особи, яка підозрюється у його вчиненні.

В той же час, уповноважена службова особа має право без ухвали слідчого судді (суду) затримати особу, підозрювану у вчиненні злочину, за який передбачене покарання у виді позбавлення волі, у таких випадках:
- якщо цю особу застали під час вчинення злочину або замаху на його вчинення;
- якщо безпосередньо після вчинення злочину очевидець, в тому числі потерпілий, або сукупність очевидних ознак на тілі, одязі чи місці події вказують на те, що саме ця особа щойно вчинила злочин;
- є підстави вважати, що особа може втекти з метою ухилення від кримінальної відповідальності — особу, яка підозрюється у вчиненні тяжкого або особливо тяжкого корупційного злочину, віднесеного до підслідності Національного антикорупційного бюро України, або у вчиненні злочинів, пов'язаних зі злочинними угрупованнями і поширенням злочинного впливу.

Така уповноважена службова особа також має право без ухвали слідчого судді (суду) затримати особу, підозрювану у вчиненні злочину, за який передбачене основне покарання у виді штрафу в розмірі понад три тисячі неоподатковуваних мінімумів доходів громадян, виключно в одному випадку:
- якщо підозрюваний не виконав обов'язки, покладені на нього при обранні запобіжного заходу, або не виконав у встановленому порядку вимог щодо внесення коштів як застави та надання документа, що це підтверджує.

В інших випадках, крім перерахованих вище, затримання підозрюваного у вчиненні кримінального правопорушення може бути здійснено тільки на підставі винесеної слідчим суддею (судом) ухвали про дозвіл на затримання. Така ухвала виноситься на підставі клопотання, поданого слідчим (прокурором) до суду, і розглянутого в установленому порядку.
При затриманні завжди складається протокол затримання.

## Порядок затримання
Про факт затримання особи орган дізнання або слідчий складає протокол. У ньому зазначаються підстави для затримання, мотиви, час затримання, місце, пояснення затриманого, час складання протоколу та роз'яснення затриманій особі її прав. Після цього протокол підписується органом досудового розслідування та затриманим. Копія протоколу вручається затриманому та надсилається прокурору. Затримання підозрюваного у вчиненні злочину співробітника кадрового складу розвідувального органу здійснюється лише в присутності офіційних представників цього органу.
Особа є затриманою з моменту, коли вона силою або через підкорення наказу змушена залишатися поряд із уповноваженою службовою особою або у визначеному уповноваженою службовою особою приміщенні.
Про факт затримання орган досудового розслідування повідомляє членів сім'ї підозрюваного, якщо відоме місце проживання особи. Про затримання неповнолітнього чи співробітника розвідувального органу повідомляються відповідно батьки чи особи, що їх заміняють, або відповідний розвідувальний орган. Також від самого початку затриманому невідкладно повідомляються його права, мотиви затримання, надається можливість захищати себе чи користуватися правовою допомогою захисника.
Місцями тримання затриманих є камери для затриманих, а для військовослужбовців — або вищезазначені ізолятори, або гауптвахти.

## Строки тримання
Строк затримання особи без ухвали слідчого судді, суду не може перевищувати сімдесяти двох годин з моменту затримання.
Затримана без ухвали слідчого судді, суду особа не пізніше шістдесяти годин з моменту затримання повинна бути звільнена або доставлена до суду для розгляду клопотання про обрання стосовно неї запобіжного заходу.